# Steinhagen (Noordrijn-Westfalen)
Steinhagen is een dorp en gemeente in de kreis Gütersloh in de Duitse deelstaat Noordrijn-Westfalen. De gemeente telt 20.495 inwoners (31 december 2020) op een oppervlakte van 56,21 km². Steinhagen ligt aan de zuidflank van het Teutoburgerwoud. 

## Indeling van de gemeente

Gemeentedelen van Steinhagen

- Steinhagen, ten zuiden van de spoorlijn en de A 33, ruim 14.000 inwoners
- Amshausen, ten noorden van de spoorlijn en de A 33, circa 3.000 inwoners
- Brockhagen, 5 km ten westen van Steinhagen, in tamelijk vlak boerenland, aan de provinciale weg Halle (Westfalen)-Gütersloh, met circa 3.000 inwoners.

## Ligging, verkeer, vervoer
Steinhagen ligt aan de zuidflank van het Teutoburgerwoud. De afstand naar Bielefeld bedraagt 10 km en naar Gütersloh 15 km. De hoogste heuvel in de gemeente is de Bußberg (306 meter boven zeeniveau), in het Teutoburgerwoud. De Kottenteich is met 70 meter het laagste punt. De plaats Steinhagen wordt van Amshausen gescheiden door een dubbele barrière: de spoorlijn Bielefeld-Osnabrück en de A 33. 

### Buurgemeentes
- In het noordoosten, oosten en zuidoosten: Bielefeld (stadsdelen Dornberg, Quelle, Ummeln)
- In het zuiden: Gütersloh
- In het westen: Harsewinkel
- In het noordwesten: Halle (Westfalen)
- In het noorden: Werther (Westfalen).

### Wegverkeer
Door de gemeente loopt de Autobahn A33. Afrit 18 van deze snelweg ligt aan de noordkant van het centrum van Steinhagen.

### Openbaar vervoer
Steinhagen heeft een station aan de spoorlijn Bielefeld-Osnabrück (Haller Willem). Er stoppen alleen stoptreinen.
Steinhagen heeft frequente busverbindingen met Halle (Westfalen) en Bielefeld.

## Economie
De meeste bedrijventerreinen van de gemeente zijn gesitueerd in de langgerekte strook tussen de spoorlijn Bielefeld-Osnabrück en de A 33. Deze ligging maakt Steinhagen tot een aantrekkelijke vestigingsplaats voor bijvoorbeeld logistieke en handelsbedrijven.
Steinhagen is bekend om de daar geproduceerde brandewijn, Steinhäger. Verreweg de grootste onderneming in het dorp, met enige duizenden arbeidsplaatsen, is echter Hörmann, dat o.a. garagedeuren en inrijpoorten fabriceert en wereldwijd verhandelt. Van dit concern is o.a. het hoofdkantoor, een grote interne opleidingsinstelling, één productielocatie en een verkoopkantoor te Steinhagen gevestigd; in Brockhagen heeft Hörmann twee fabrieken. In Steinhagen zijn ook enkele middelgrote metaalbedrijven gevestigd, die auto-onderdelen leveren aan alle autofabrieken in Midden-Europa, met name speciale onderdelen van automotoren.

## Geschiedenis
In een oorkonde met als datum 2 augustus 1258 wordt Steinhagen voor het eerst vermeld. Het was een kerkdorp in het Graafschap Ravensberg. Van de 14e tot en met de 18e eeuw leefden de mensen hier van de huisnijverheid in de textielbranche, en de boeren verbouwden daartoe op hun akkers onder andere hennep en vlas. Hennepvezel uit deze streek werd zelfs naar Engeland geëxporteerd. Deze nijverheid werd sterk bevorderd door de landheren, vanaf de late 17e eeuw het Koninkrijk Pruisen. In de 19e eeuw ging deze nijverheid door buitenlandse concurrentie en mechanisatie verloren, en trad verarming op. Herstel trad rond 1900 in door de industrialisatie.
In de 19e eeuw ontstond in Steinhagen een relatief grote gemeente van de kleine protestantse groepering Nieuw-Apostolische Kerk. In de wijk Obersteinhagen vormen zij tot op de huidige dag een kerkgenootschap van belang.
Het reeds enigszins stedelijke en industriële Steinhagen, met veel SPD-stemmers, had, evenals Amshausen, in de periode van het Derde Rijk niet veel fanatieke nationaalsocialisten, terwijl het agrarische, traditioneel politiek rechtse, Brockhagen rond 1933 juist een regionaal nazi-bolwerk was.
In 1973 werden in het kader van de zgn. Bielefeld-Wet, een gemeentelijke herindeling, de drie tot dan toe zelfstandige gemeentes Amshausen en  Brockhagen bij Steinhagen gevoegd.

## Bezienswaardigheden, natuurschoon, recreatie
- De gemeente ligt gedeeltelijk in het om zijn natuurschoon veel door toeristen bezochte Teutoburgerwoud. Dat betekent, dat diverse langeafstands-wandel- en -fietsroutes door de gemeente lopen. Zo loopt een deel van de Hermannsweg door het noorden van de gemeente.
- Opvallend is dat juist in het vlakkere zuidwesten van de gemeente de meeste natuurreservaten liggen. Het zijn alle kleine beekdalen, moeras- en ooibossen en andere wetlands, die slechts in beperkte mate toegankelijk zijn.
- Historisches Museum Steinhagen, gevestigd in een voormalige brandewijnstokerij: streekmuseum met extra aandacht voor de geschiedenis van de brandewijnstokerij.
- Evangelisch-lutherse kerk (rond 1400 in gotische bouwstijl gebouwd): boven de kerkdeur een mozaïek dat de aartsengel Michaël voorstelt, die een, het kwaad symboliserende, draak bevecht. In het interieur valt onder andere een kunsthistorisch belangrijk altaarstuk op, dat is gemaakt tussen 1450 en 1460.
- Verspreid door het dorp Steinhagen staan nog een aantal schilderachtige vakwerkhuizen.

## Partnergemeentes
- Woerden, Nederland
- Fivizzano, Italië
- Rūjiena, Letland (sinds december [2] 2019[3] )

## Belangrijke personen in relatie tot de gemeente

### Geboren
- Hermann Niehaus (* 28 juli 1848; † 23 augustus 1932 in Bielefeld-Quelle) de tweede zgn. Stammapostel en daarmee een belangrijke religieuze leider van de Nieuw-Apostolische Kerk

### Overleden
- Reinhard Mohn (Gütersloh, 29 juni 1921 - Steinhagen, 3 oktober 2009) topman van Bertelsmann AG

### Overigen
- Franke Sloothaak (Heerenveen, 2 februari 1958), springruiter, inwoner van Steinhagen
- Jörg Böhme (Hohenmölsen, 22 januari 1974), voormalig Duits voetballer, inwoner van Steinhagen
- Jörg Ludewig (Halle (Westfalen), 9 september 1975), voormalig Duits profwielrenner, groeide op in Steinhagen
- David Odonkor (Bünde, 21 februari 1984), Duits voetballer, inwoner van Steinhagen

## Afbeeldingen

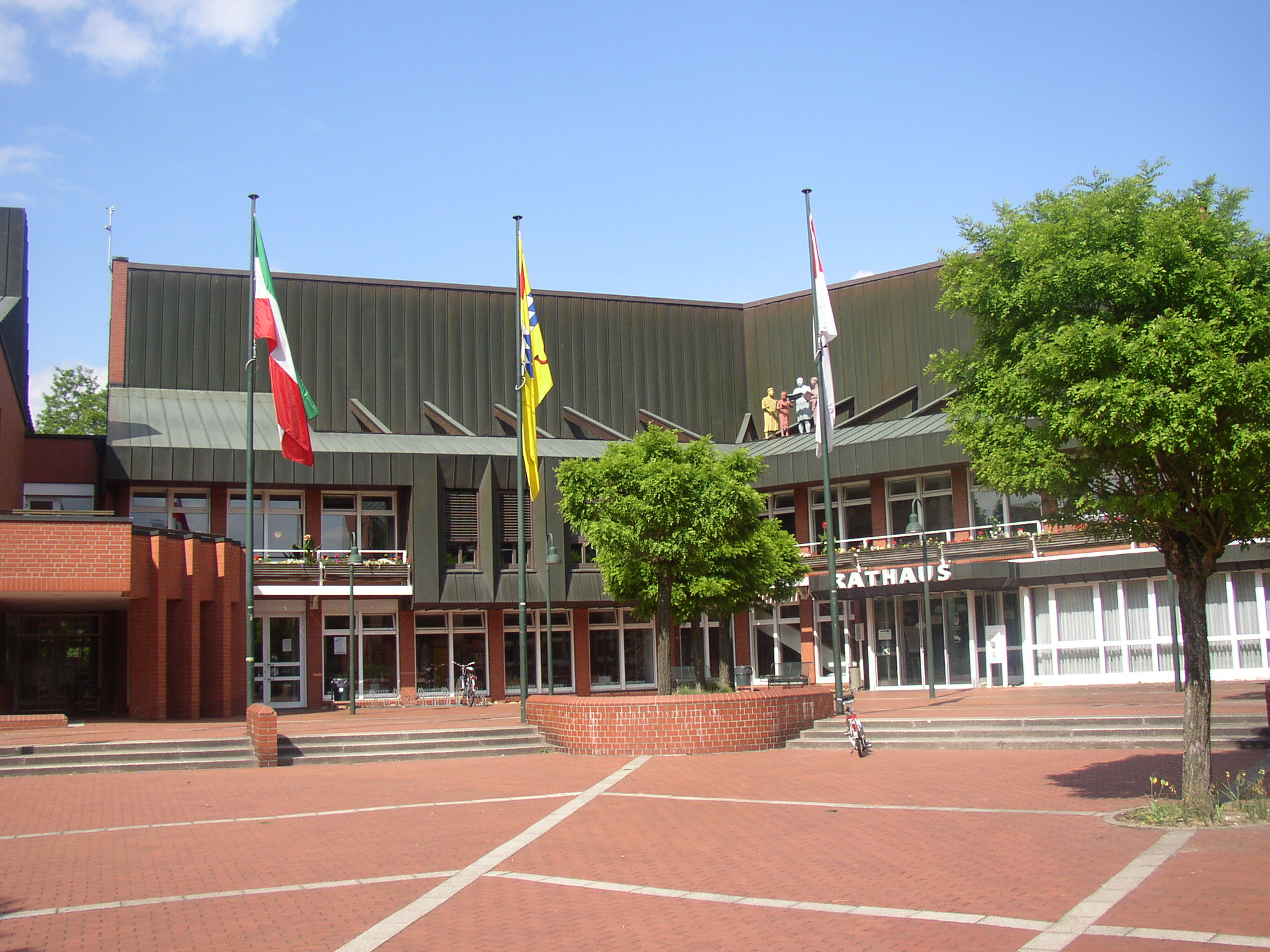
Gemeentehuis
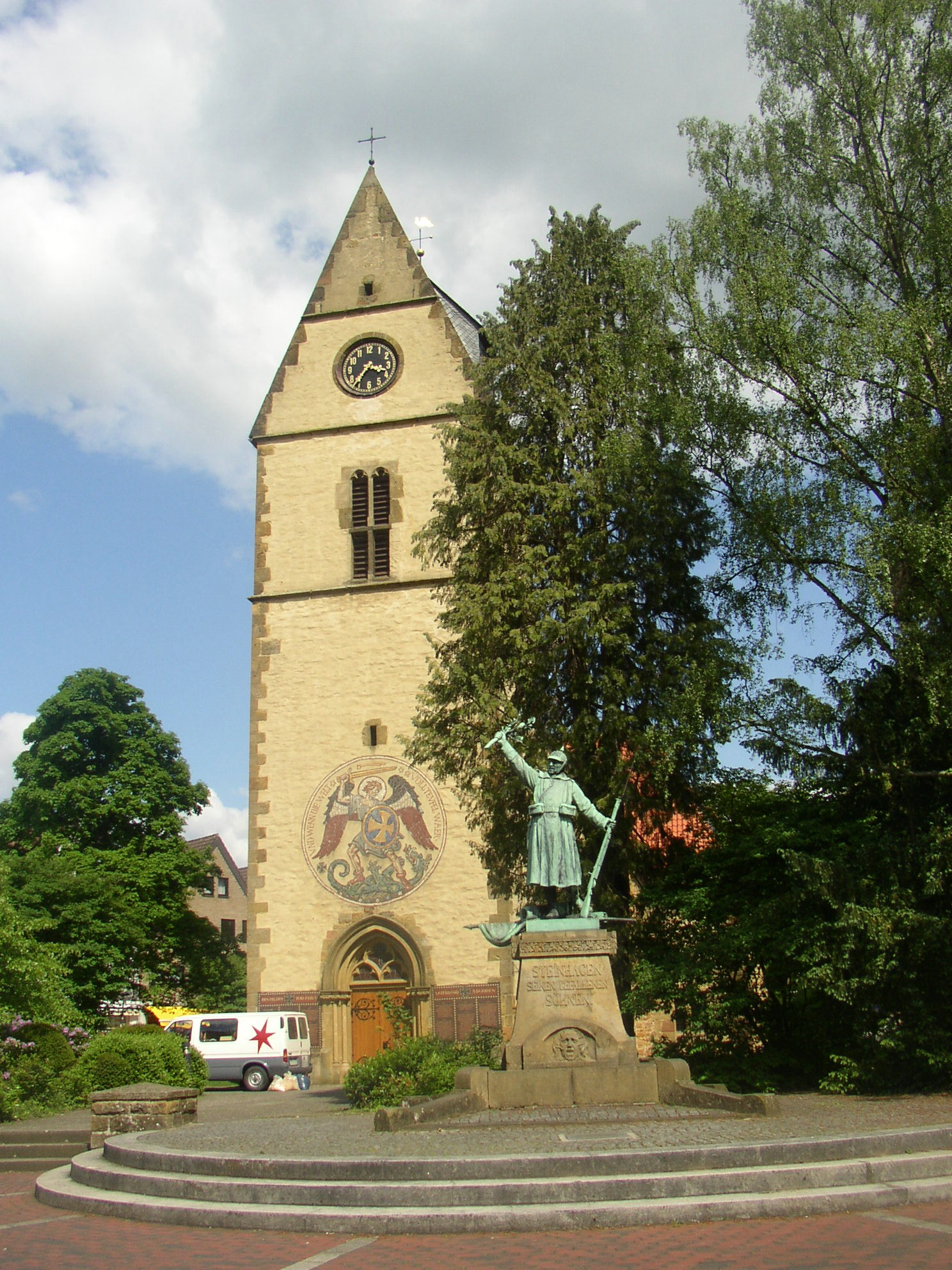
Steinhagen, evang.-lutherse kerk
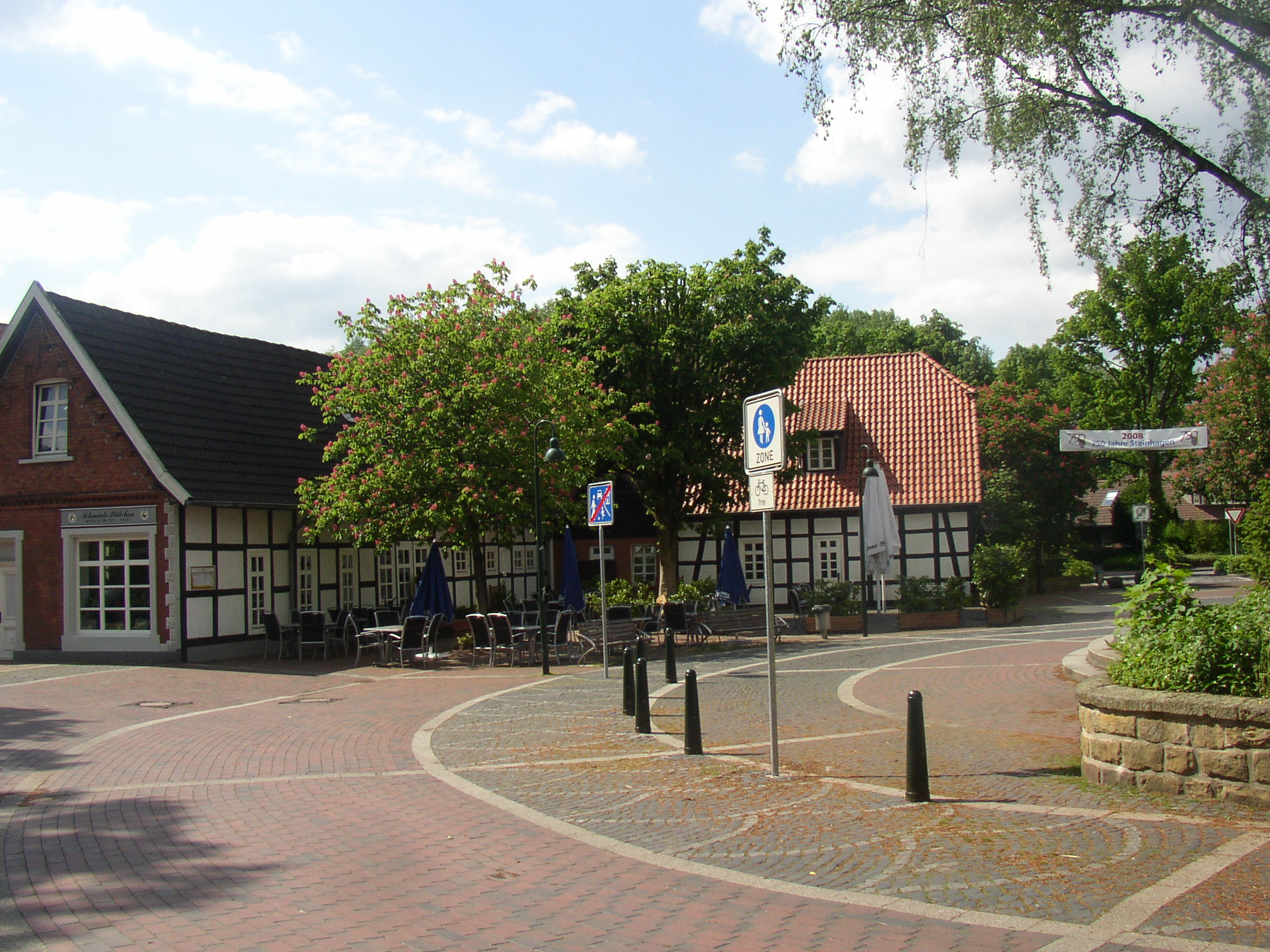
Am Kirchring
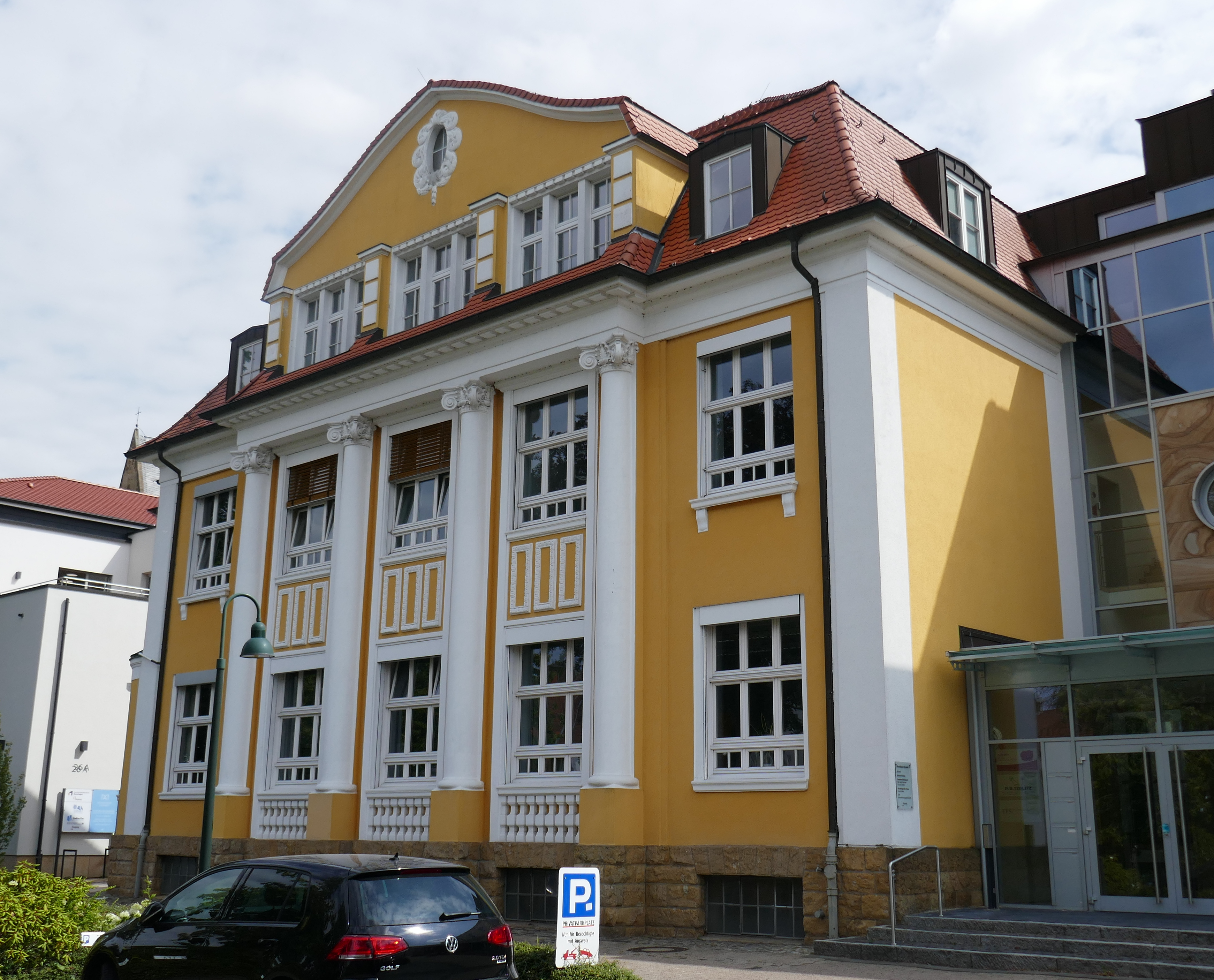
Voormalige branderij Schlichte (historisch museum)
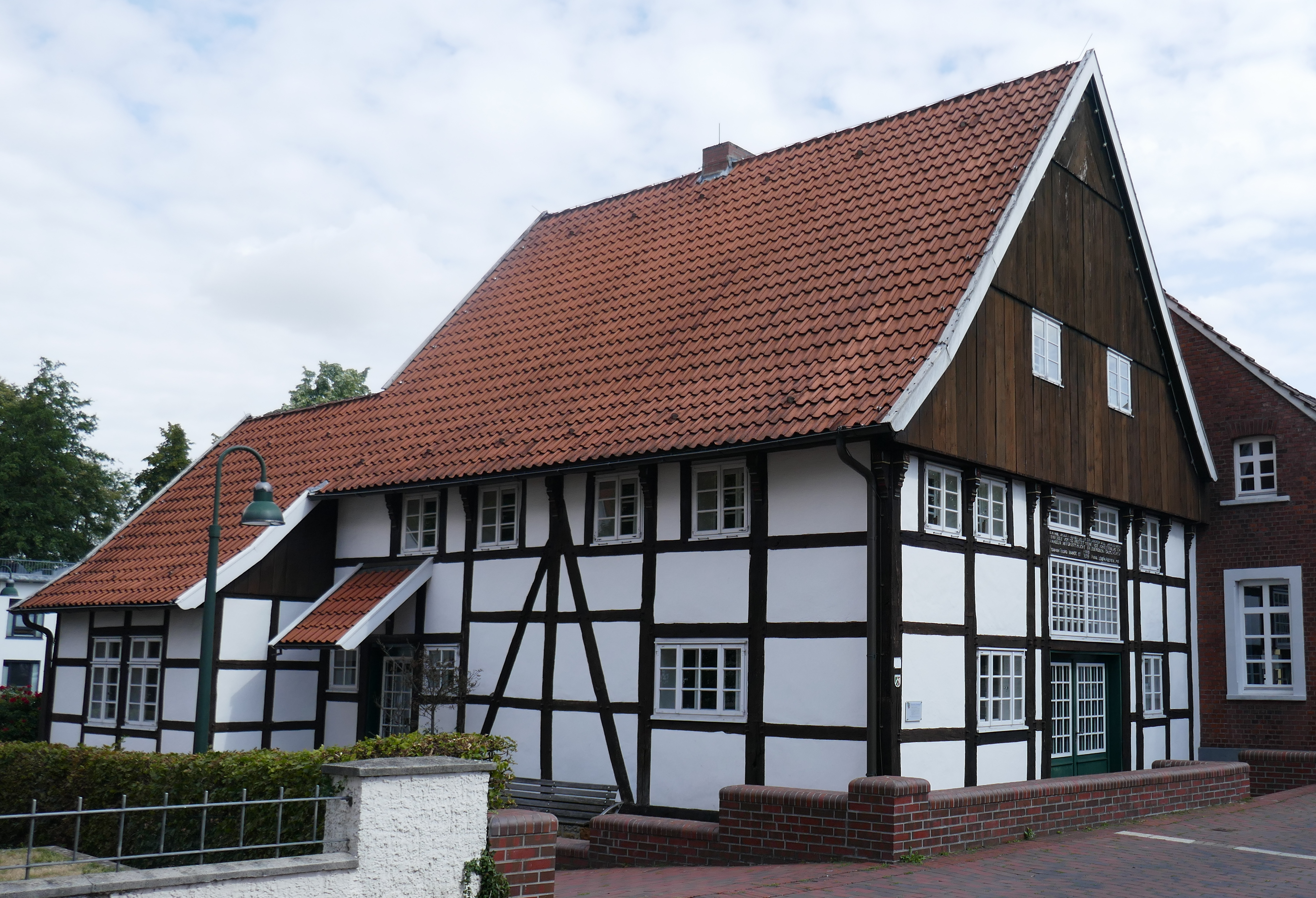
Huis Ordelheide in Steinhagen, kulturhus
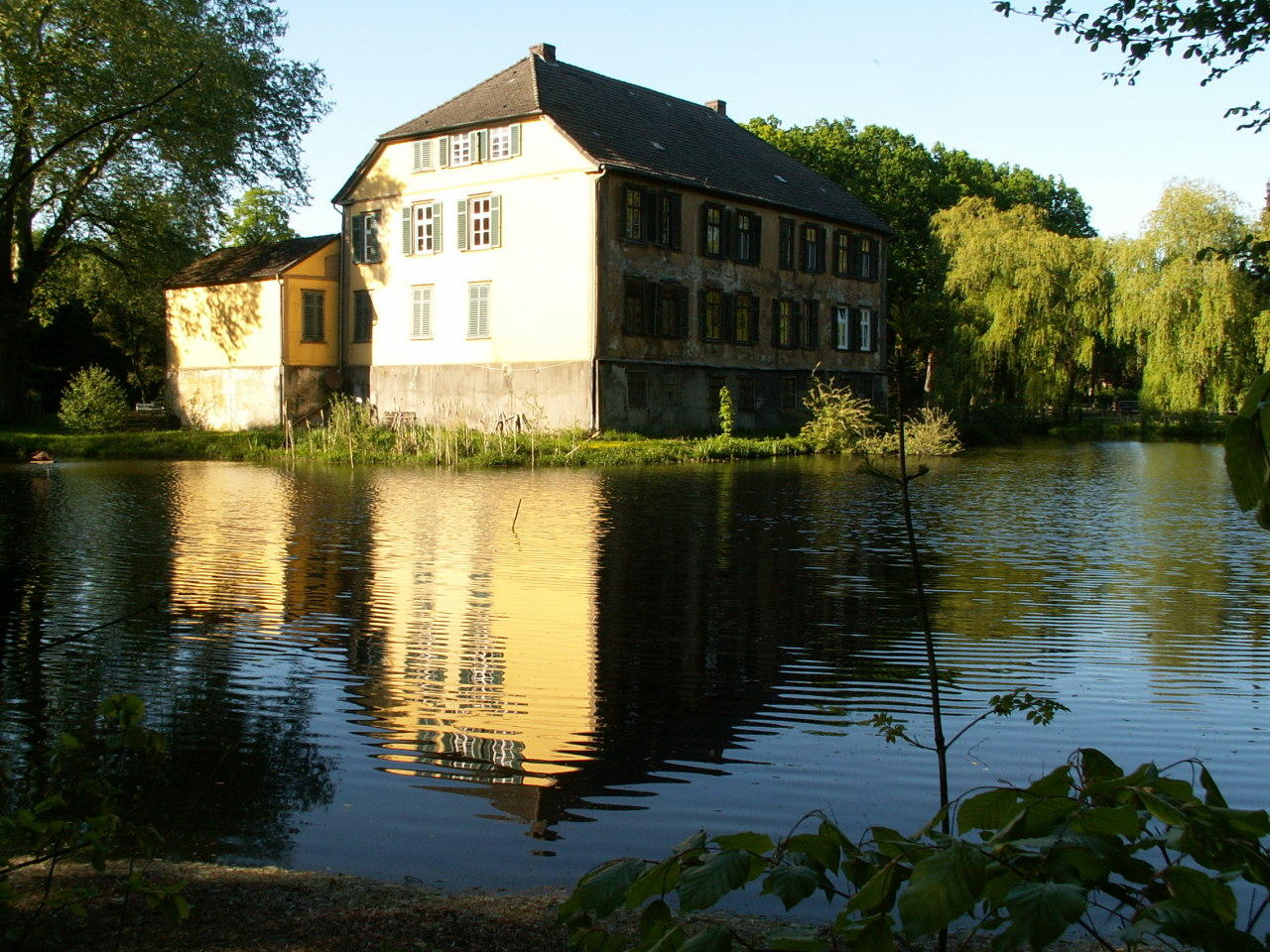
Landhuis Patthorst (18e-19e-eeuws, niet te bezichtigen)
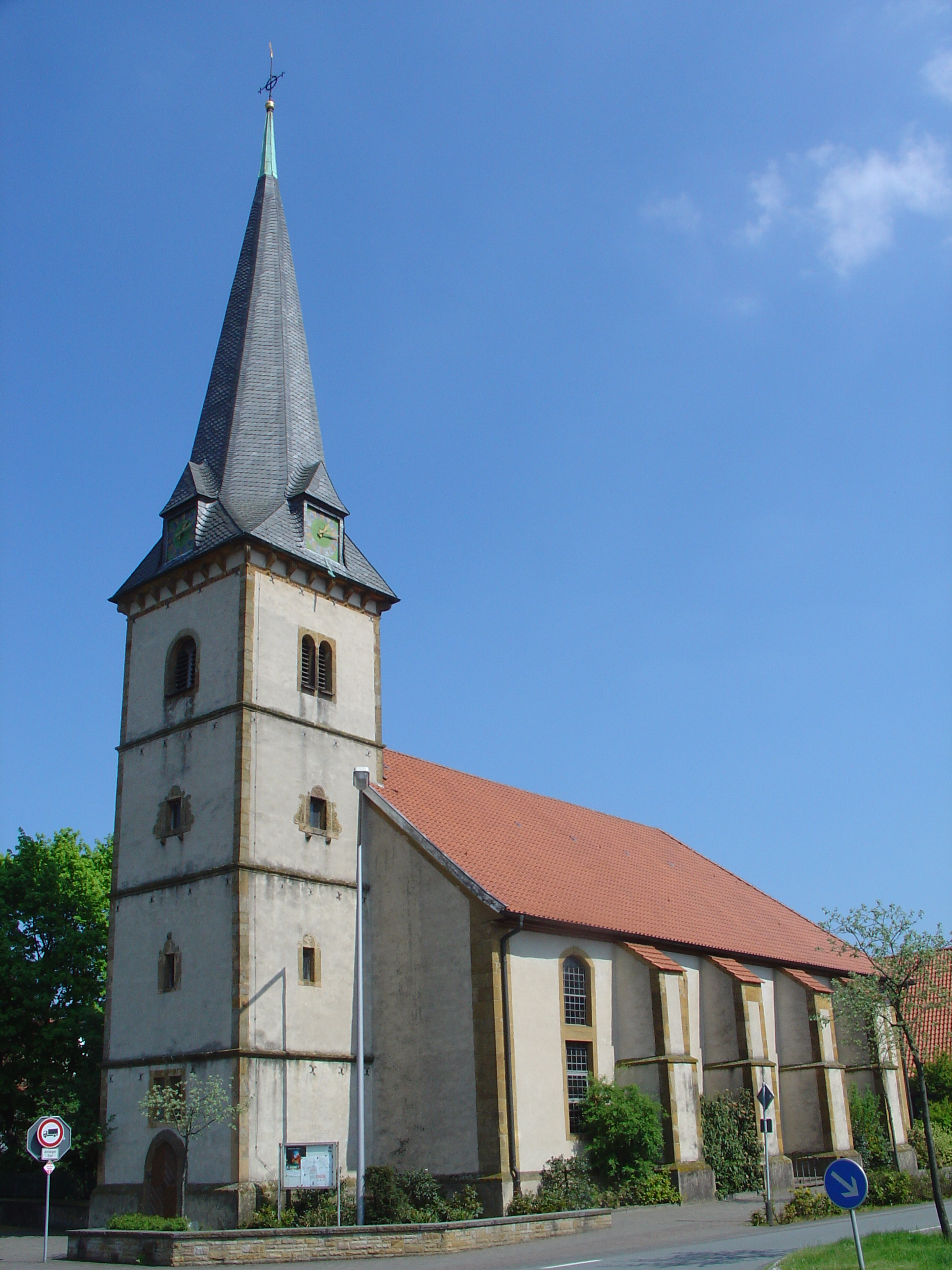
Brockhagen, evang.-lutherse St. Joriskerk (1754; toren uit 1568)
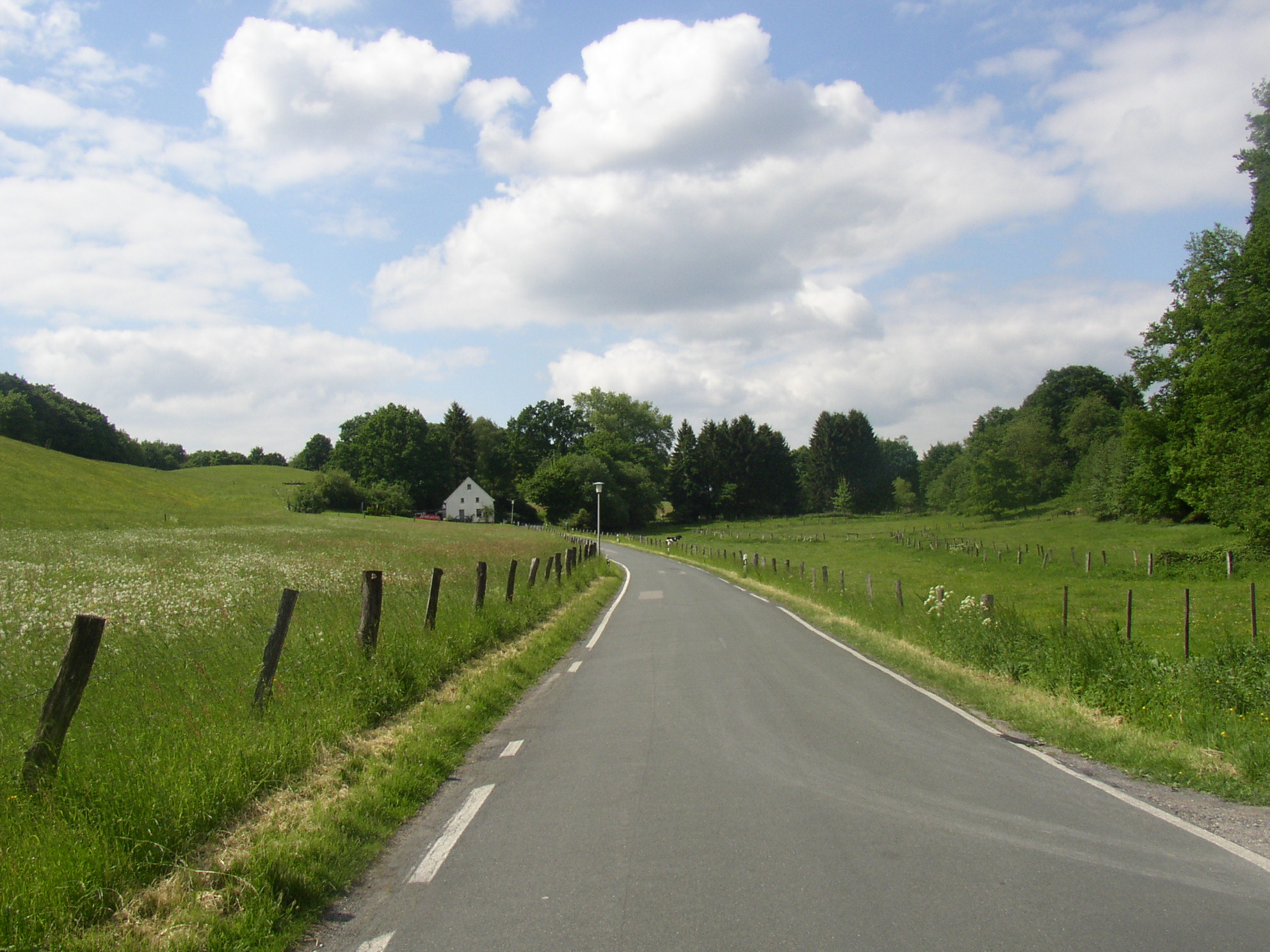
Heuvelland bij Amshausen